# SMS Erzherzog Friedrich (1857)
La SMS Erzherzog Friedrich, seconda unità della classe Dandolo, è stata una corvetta a propulsione mista della k.u.k. Kriegsmarine in servizio tra il 1857 e il 1899, e che partecipò alla battaglia di Lissa del 1866 durante la terza guerra d'indipendenza italiana. Al comando di Tobias Freiherr von Österreicher tra il 16 maggio 1874 e il 21 giugno 1876 effettuò un viaggio di circumnavigazione del globo terrestre.

## Storia

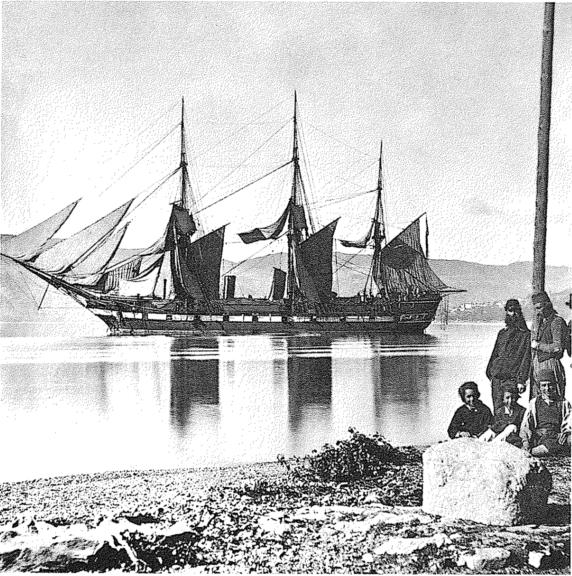
La pirocorvetta Erzherzog Friedrich in navigazione sulla costa della Dalmazia nel corso del 1868.

La costruzione della corvetta lignea SMS Erzherzog Friedrich, progettata dall'Ispettore delle Costruzioni Navali Axel Ljungstedt,  fu ordinata presso l'Arsenale di Venezia, e l'unità fu impostata il 14 febbraio 1854, varata l'11 aprile 1857, ed entrò in servizio nella k.u.k. Kriegsmarine il 4 luglio dello stesso anno. Essa era dotata di tre alberi a vele quadre più bompresso e randa, ed armata con 4 cannoni singoli in ferro canna liscia da 66 libbre, 17 pezzi cannoni in ferro a canna liscia da 30 libbre, e 1 singolo pezzo in ferro canna liscia da 48 libbre.

## Descrizione tecnica
La SMS Erzherzog Friedrich era una pirocorvetta di costruzione mista, che dislocava 1570 tonnellate, era lunga 56,05 m al galleggiamento, larga 12,16 m, e con un pescaggio di 5,07 m. L'apparato propulsivo si basava su una macchina a 2 cilindri orizzontali Strudthoff e 2 caldaie a 12 fuochi che erogavano una potenza massima di 920 Psi.  Esso muoveva un'elica bipala Griffith.  La superficie velica, ripartita su tre alberi, raggiungeva i 1.400 m². La velocità massima raggiungibile era pari a 8 nodi, che divennero 9,02 a partire dal 1874.  L'armamento nel 1859 si basava su 4 cannoni singoli da 66 libbre, 17 da 30 libbre, e 1 da 48 libbre. Esso fu modificato nel 1863 (2 pezzi da 24 libbre, 4 da 60 lb, 16 ad avancarica da 30 lb), nel 1866 (16 da 30 lb, 4 da 60 lb e 2 a retrocarica da 24 lb) e nel 1867 (12 cannoni a retrocarica Wahrendorf con canna rigata calibro 150 mm, 1 pezzo retrocarica a canna rigata da 70 mm. L'equipaggio era di 294 tra ufficiali, sottufficiali e marinai.

## Impiego operativo
Effettuate le prove in mare il 10 luglio 1857 con trasferimento da Venezia a Trieste, fino al 1859 effettuò servizio di squadra e crociere nel Mare Adriatico, in Mediterraneo e nel Mar Nero.
Il 25 novembre 1858 si distinse per aver soccorso una nave mercantile austriaca  assalita davanti alle coste del Marocco.
Nell'aprile 1859, al comando di Wilhelm von Tegetthoff, effettuò vari trasporti di materiale militare da Trieste ad Ancona, e prese parte alle operazioni belliche durante la seconda guerra d'indipendenza italiana. Negli anni seguenti fu in servizio nel Mediterraneo, e il 30 marzo 1864 l'unità venne assegnata alla Squadra del Mare del Nord ed impiegata nella guerra contro la Danimarca, rimanendovi sino al 20 maggio 1866, e ritornando a Pola entro il giorno 28 dello stesso mese.
Dopo lo scoppio della terza guerra d'indipendenza italiana, fu assegnata alla Seconda Divisione, allora comandata dal commodoro Anton De Petz, della Squadra navale del contrammiraglio von Tegetthoff.  Al comando della corvetta Erzherzog Friedrich vi era il Fregattenkapitän Marco Florio.  Essa prese parte alla battaglia di Lissa, terminata con la vittoria austro-ungarica, senza subire la perdita di un solo membro dell'equipaggio.
Il 14 novembre fu mandata a Civitavecchia a disposizione di Papa Pio IX, effettuando viaggi a Kumbor, e a Messina.
Il 31 marzo 1867 entrò in cantiere a Pola, e il 27 settembre 1868 partì per l'Estremo Oriente, raggiungendo Gibilterra (20 novembre), e Città del Capo (18 febbraio 1869).
Dopo un viaggio di due anni, il 3 gennaio 1871 fu la prima nave della marina austroungarica ad attraversare il Canale di Suez. Arrivata a Pola il 20 gennaio entrò subito in cantiere per i necessari lavori di raddobbo, e nei tre anni successivi fu in servizio nel Mediterraneo.
Il 16 maggio 1874 partì nuovamente da Pola per l'Estremo Oriente al comando di Tobias Freiherr von Österreicher,  attraversando il canale di Suez. Dopo aver sostato in molti porti dell'Oceano Pacifico arrivando fino a San Francisco, negli Stati Uniti d'America,  passò all'Oceano Atlantico attraverso lo Stretto di Magellano il 10 febbraio 1876.
Giunta a Gibilterra l'8 giugno, gettò l'ancora nel porto di Pola il 21 dello stesso mese. Tale viaggio fu narrato da Josef von Lehnert nel libro Um die Erde: Reiseskizzen von der Erdumseglung mit S. M. Corvette Erzherzog Friedrich in den Jahren 1874, 1875 und 1876 edito nel 1878. 
Entrata nuovamente in cantiere per eseguire importanti lavori di rifacimento, l'unità scese in mare nel dicembre 1880, entrando in armamento il 4 febbraio 1881.
In seguito effettuò viaggi in Mediterraneo, in Atlantico e nei Caraibi, nel Levante e nel Mar Nero, venendo radiata per vetustà il 5 agosto 1897. Trasformata in chiatta per il trasporto di caldaie da Trieste a Pola, nel maggio 1899 fu inviata alla demolizione e rapidamente smantellata in quello stesso anno.

### Annotazioni
1. ↑  In tedesco per i nomi delle navi, "SMS" significa Seiner Majestät Schiff ("Nave di Sua Maestà").
2. ↑  La corvetta era stata in viaggio per 455 giorni di navigazione in alto mare, percorrendo 38.000 miglia a vela e 10.000 miglia a vapore.

### Fonti
1. 1 2 3 4 5 6 7 8 9 10 11 12 13 14 15 16  Agenzia Bozzo.
2. 1 2 3 4 5  Gogg 1974, p. 46.
3. 1 2 3  Istrapedia.